# Le Plessis-Gassot
Pour les articles homonymes, voir Le Plessis et Gassot.
Le Plessis-Gassot est une commune française située dans le département du Val-d'Oise en région Île-de-France.
Ses habitants sont appelés les Plessis-Gassotain(e)s.

## Géographie

### Description
Le Plessis-Gassot est un village rural du Pays de France dans le Val-d'Oise, situé à environ 20 km au nord de Paris et à 10 km à l'ouest de l'aéroport Paris-Charles-de-Gaulle.

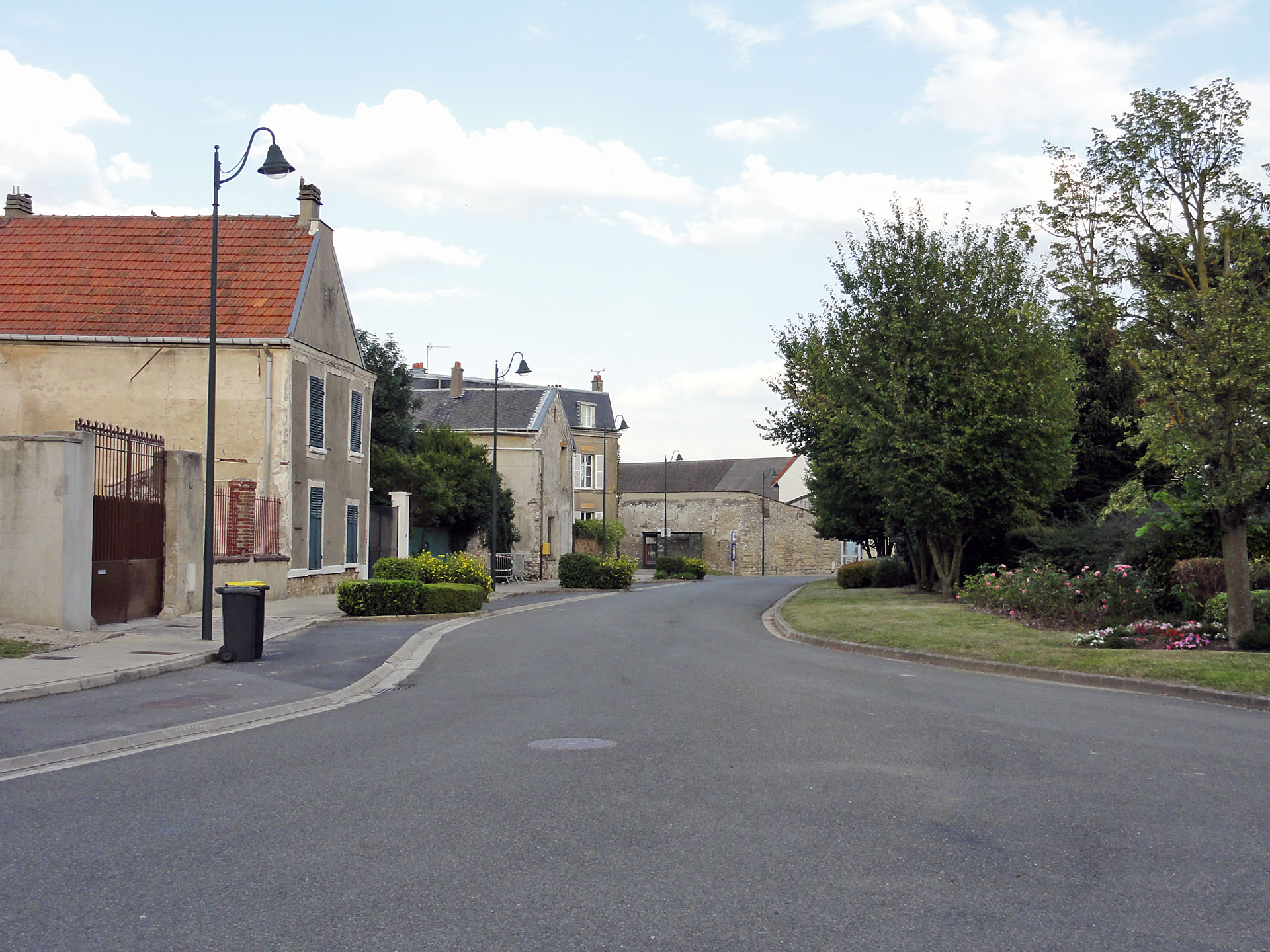
Ambiance du village : la rue du Pays-de-France.

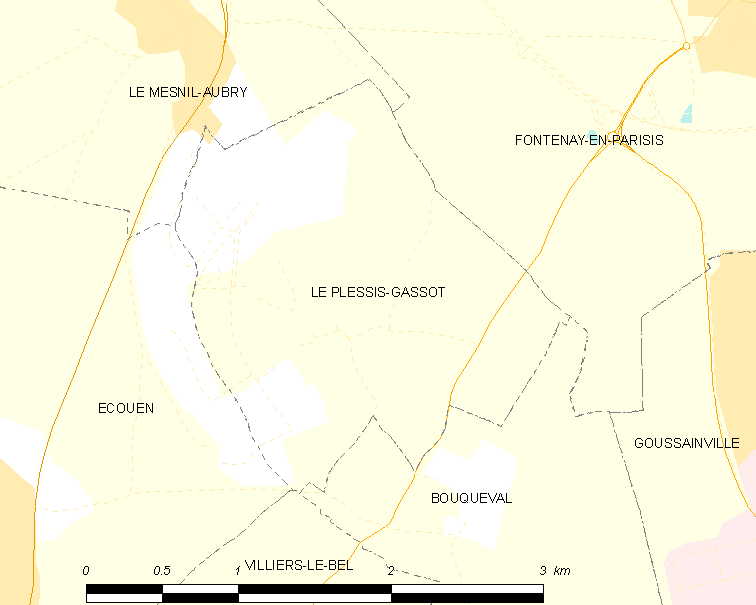
Carte de la commune.
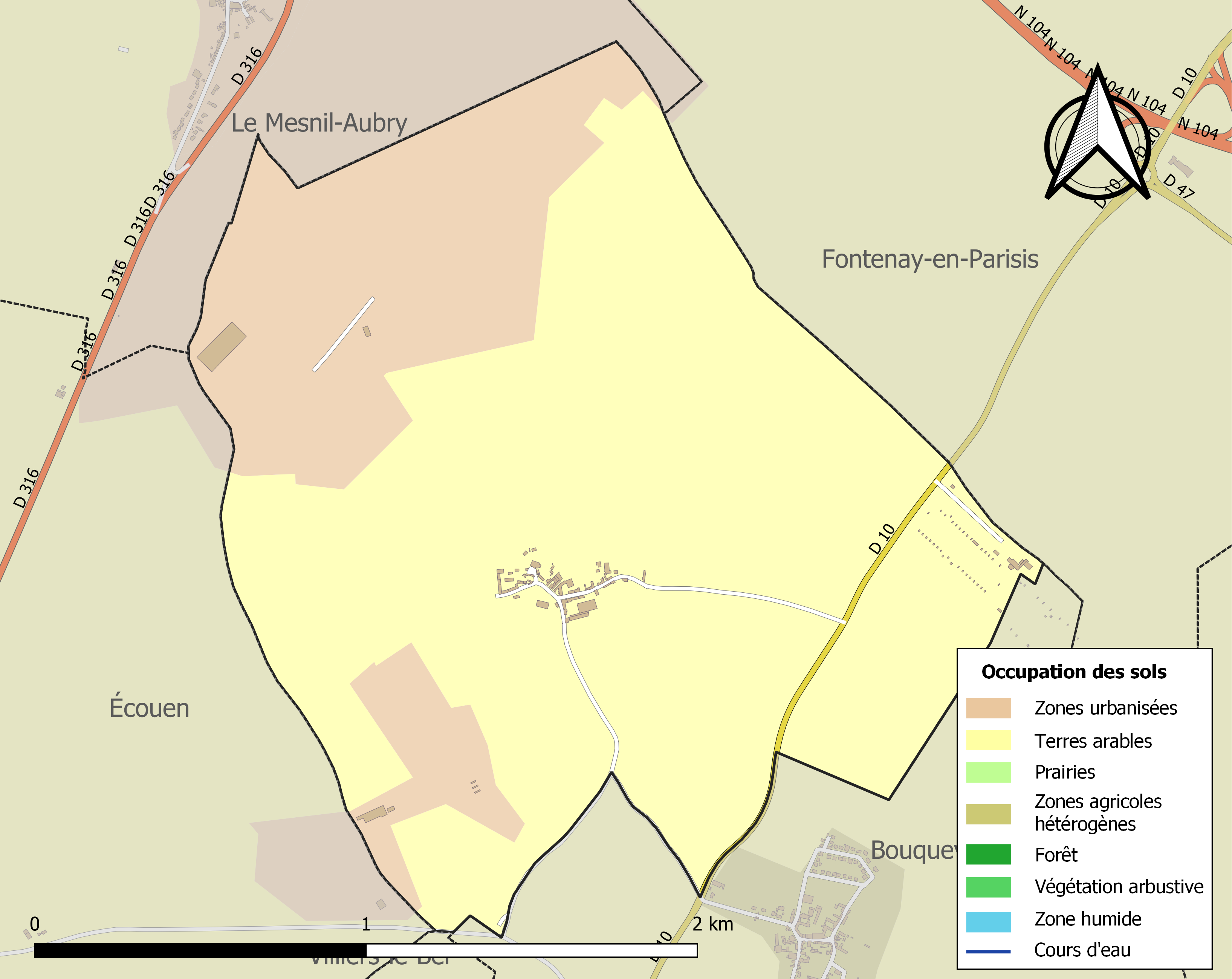
Occupation des sols.

### Communes limitrophes
La commune est limitrophe d'Écouen, Bouqueval, Fontenay-en-Parisis, Villiers-le-Bel et Le Mesnil-Aubry.
| Le Mesnil-Aubry |                   | Fontenay-en-Parisis |
| Écouen          | du Plessis-Gassot |                     |
|                 | Villiers-le-Bel   | Bouqueval           |

### Voies de communication et transports
Desservi par la RD 10, il est aisément accessible depuis la Francilienne et l'ancienne route nationale 16 (actuelle RD 916). La station de train la plus proche est la gare de Goussainville desservie par les trains de la ligne D du RER.
Le village dispose d'un environnement particulièrement difficile : il est en effet entouré à l'ouest par une vaste décharge, au nord par la Francilienne, à l'est par un vaste ensemble de lignes à haute tension, et se situe au sud, à proximité des zones urbaines sensibles de Villiers-le-Bel. Il est de plus continuellement survolé par les avions décollant ou atterrissant à l'aéroport Charles-de-Gaulle.

### Climat
Pour des articles plus généraux, voir Climat de l'Île-de-France et Climat du Val-d'Oise.
En 2010, le climat de la commune est de type climat océanique dégradé des plaines du Centre et du Nord, selon une étude du CNRS s'appuyant sur une série de données couvrant la période 1971-2000. En 2020, Météo-France publie une typologie des climats de la France métropolitaine dans laquelle la commune est dans une zone de transition entre le climat océanique et le climat océanique altéré et est dans la région climatique  Sud-ouest du bassin Parisien, caractérisée par une faible pluviométrie, notamment au printemps (120 à 150 mm) et un hiver froid (3,5 °C). 
Pour la période 1971-2000, la température annuelle moyenne est de 11,3 °C, avec une amplitude thermique annuelle de 14,8 °C. Le cumul annuel moyen de précipitations est de 687 mm, avec 10,7 jours de précipitations en janvier et 7,7 jours en juillet. Pour la période 1991-2020, la température moyenne annuelle observée sur la station météorologique la plus proche, située sur la commune de Bonneuil-en-France à 8 km à vol d'oiseau, est de 12,1 °C et le cumul annuel moyen de précipitations est de 616,3 mm,. Pour l'avenir, les paramètres climatiques de la commune estimés pour 2050 selon différents scénarios d'émission de gaz à effet de serre sont consultables sur un site dédié publié par Météo-France en novembre 2022.

## Urbanisme
Constitué d'un petit ensemble de maisons regroupées autour d'une église classée et de la mairie au milieu des champs de céréales, le village possède toujours son caractère rural.

### Typologie
Au 1er janvier 2024, Le Plessis-Gassot est catégorisée commune rurale à habitat dispersé, selon la nouvelle grille communale de densité à sept niveaux définie par l'Insee en 2022.
Elle est située hors unité urbaine. Par ailleurs la commune fait partie de l'aire d'attraction de Paris, dont elle est une commune de la couronne,. Cette aire regroupe 1 929 communes,.

## Toponymie
Pleseio en 1196, Plesseium Gassoni en 1450, Le Plessis-Gassé.
Du latin plectere ou plectare, tresser, entrelacer les branches. Un plessis ou une plesse est une sorte de haie aux branches entrelacées, servant de clôture à une propriété ou un territoire plus vaste. Il est formé de bois mort et/ou de bois vif épineux tressé pour le rendre infranchissable aux hommes et aux bêtes. C'est aussi un système léger de fortification qui retarde l'assaillant.
Par la suite, Le Plessis-Gassot a été distingué par le nom de son seigneur Gassot, diminutif de Gasce, prénom porté par plusieurs seigneurs de Poissy, qui sont possesseurs du village à la fin du XIe siècle.

## Histoire
Le site a connu une occupation humaine dès la préhistoire. La présence de quatre villas gallo-romaines est attestée du IIe au IVe siècle. Elles sont détruites durant les Invasions barbares. La population d'alors se regroupe autour du lieu de culte, et est à l'origine du village actuel.
Une cave gallo-romaine est découverte en 1974 avec niche et escalier d'accès : on y trouva des céramiques communes et sigillées, un outillage agricole de fer, de la monnaie, des objets en bronze dont un manche de couteau repliant représentant un aigle.
Au Moyen Âge, la terre est la propriété du roi Philippe V en 1320.
En 1521, Antoine Robert, notaire et secrétaire du roi François Ier fait donation de toutes les terres de la seigneurie du Plessis-Gassot ainsi que de l'église aux religieux de l'ordre mendiant des guillemites de Paris ou Blancs-Manteaux. Ces derniers partagent la seigneurie avec deux autres ordres religieux, les ursulines de la rue Saint-Jacques à Paris, et les dames de Maubuisson, religieuses cisterciennes de l’abbaye de Maubuisson à Saint-Ouen-l'Aumône.
Les dépendances du village, Thiessonville et Saint-Leu-Saint-Gilles, sont incendiées par les huguenots à la bataille de Saint-Denis en 1567. Le titre de seigneur de Thiessonville a été porté jusqu'en 1793 par le marquis de Crussol, seigneur de Bouqueval.
À partir de la Révolution française, le village a vocation agricole (grande culture céréalière), éloigné des grandes voies de communication, et perd peu à peu ses habitants.
Le territoire de la commune est en partie occupé par le centre de stockage des déchets (CSD) de Bouqueval/Plessis-Gassot depuis le début des années 1960. À l'époque, il s'agissait juste d'une unité de récupération de mâchefer, transformée en carrières de sablon en 1966. C'est pour combler ces carrières que des autorisations de stockage, sur dix hectares, ont été demandées en 1969. En 1974, Thiessonville disparaît avec la création de la décharge et plus aucune trace ne subsiste de cet ancien hameau. Depuis, les extensions se sont succédé pour atteindre 250 hectares. Le CSD traite en moyenne 800 000 tonnes de déchets par an, soit les déchets de deux millions de personnes.

## Politique et administration

### Rattachements administratifs et électoraux

#### Rattachements administratifs
Antérieurement à la loi du 10 juillet 1964, la commune faisait partie du département de Seine-et-Oise. La réorganisation de la région parisienne en 1964 fit que la commune appartient désormais au département du Val-d'Oise et à son arrondissement de Sarcelles après un transfert administratif effectif au 1er janvier 1968.
Elle faisait partie depuis 1801 du canton d'Écouen de Seine-et-Oise puis du Val-d'Oise. Dans le cadre du redécoupage cantonal de 2014 en France, cette circonscription administrative territoriale a disparu, et le canton n'est plus qu'une circonscription électorale.
Le Plessis-Gassot fait partie du ressort du tribunal d'instance de Gonesse (depuis la suppression du tribunal d'instance d'Écouen en février 2008), et de celui du  Tribunal judiciaire et du  tribunal de commerce de Pontoise,.

#### Rattachements électoraux
Pour les élections départementales, la commune est membre depuis 2014 du canton de Fosses
Pour l'élection des députés, elle fait partie de la septième circonscription du Val-d'Oise.

### Intercommunalité
Le Plessis-Gassot est membre depuis 2009 de la communauté d'agglomération Roissy Porte de France, un établissement public de coopération intercommunale (EPCI) à fiscalité propre créé en 1994  et auquel la commune a transféré un certain nombre de ses compétences, dans les conditions déterminées par le code général des collectivités territoriales.

### Liste des maires
| Période   | Période                       | Identité                                         | Étiquette | Qualité                         |
| --------- | ----------------------------- | ------------------------------------------------ | --------- | ------------------------------- |
| 1787      | 1790                          | Antoine Benoît Chartier                          |           |                                 |
| 1790      | 1791                          | Jacques Dumont                                   |           |                                 |
| 1791      | 1792                          | Claude Oudart                                    |           |                                 |
| 1792      | 1794                          | Louis Delion                                     |           |                                 |
| 1794      | 1799                          | Nicolas Delaunay                                 |           |                                 |
| 1799      | 1800                          | Jean-François Michel                             |           |                                 |
| 1800      | 1816                          | Antoine François Chartier                        |           |                                 |
| 1816      | 1830                          | Alexandre Chalot                                 |           |                                 |
| 1830      | 1884                          | Pierre-Louis Chartier                            |           |                                 |
| 1884      | 1889                          | Pierre François Chartier                         |           |                                 |
| 1889      | 1913                          | Albert Chartier                                  |           |                                 |
| 1913      | 1940                          | Fernand Chartier                                 |           |                                 |
| 1940      | 1945                          | Louis Leduc, Président de la délégation spéciale |           |                                 |
| 1945      | 1953                          | Jean Villette                                    |           |                                 |
| 1953      | 1995                          | Maurice Bonneau                                  | DVD       |                                 |
| 1995      | 2008                          | Michel Moret                                     |           |                                 |
| mars 2008 | En cours (au 2 décembre 2020) | Didier Guevel                                    | UMP → LR  | Réélu pour le mandat 2020-2026, |

## Démographie
L'évolution du nombre d'habitants est connue à travers les recensements de la population effectués dans la commune depuis 1793. Pour les communes de moins de 10 000 habitants, une enquête de recensement portant sur toute la population est réalisée tous les cinq ans, les populations de référence des années intermédiaires étant quant à elles estimées par interpolation ou extrapolation. Pour la commune, le premier recensement exhaustif entrant dans le cadre du nouveau dispositif a été réalisé en 2006.

En 2022, la commune comptait 97 habitants, en évolution de +32,88 % par rapport à 2016 (Val-d'Oise : +4 %, France hors Mayotte : +2,11 %).
| 1793 | 1800 | 1806 | 1821 | 1831 | 1836 | 1841 | 1846 | 1851 |
| ---- | ---- | ---- | ---- | ---- | ---- | ---- | ---- | ---- |
| 150  | 146  | 144  | 99   | 104  | 93   | 78   | 87   | 85   |

| 1856 | 1861 | 1866 | 1872 | 1876 | 1881 | 1886 | 1891 | 1896 |
| ---- | ---- | ---- | ---- | ---- | ---- | ---- | ---- | ---- |
| 81   | 76   | 74   | 75   | 76   | 98   | 92   | 92   | 104  |

| 1901 | 1906 | 1911 | 1921 | 1926 | 1931 | 1936 | 1946 | 1954 |
| ---- | ---- | ---- | ---- | ---- | ---- | ---- | ---- | ---- |
| 100  | 105  | 90   | 94   | 106  | 113  | 101  | 113  | 115  |

| 1962 | 1968 | 1975 | 1982 | 1990 | 1999 | 2006 | 2011 | 2016 |
| ---- | ---- | ---- | ---- | ---- | ---- | ---- | ---- | ---- |
| 132  | 94   | 89   | 67   | 79   | 74   | 77   | 69   | 73   |

| 2021 | 2022 | - | - | - | - | - | - | - |
| ---- | ---- | - | - | - | - | - | - | - |
| 89   | 97   | - | - | - | - | - | - | - |

## Culture locale et patrimoine

### Lieux et monuments
Le Plessis-Gassot compte un monument historique sur son territoire :
- Église Notre-Dame-de-l'Assomption (classée monument historique en  1930[27]) : 
Elle remplace une première église qui ne devait pas être antérieure au XIIIe siècle, et dont quelques assises subsistent peut-être en bas du mur méridional. 
L'édifice Renaissance actuel a été construit entre la fin des années 1560 et 1575 sous les pères Guillemites de Paris, dits les Blancs-Manteaux, seigneurs du Plessis-Gassot, comme maître d'ouvrage ; et le maître-maçon luzarchois Nicolas de Saint-Michel, comme maître d'œuvre. 
Les deux dernières travées du bas-côté sud sont postérieures ; elles datent peut-être de 1682, date de construction de la façade occidentale. Le retable majeur et ses boiseries sont contemporains de ces travaux, et se distinguent dans la région par leur décor peint. En ce qui concerne le clocher, il n'est pas resté inachevé, mais ses deux étages ont été démolis en  1899 pour parer au risque d'effondrement. 
Abrité derrière des murs plutôt austères, l'espace intérieur séduit par ses proportions et son esthétique graphique ; la décoration est soignée sans être surabondante. En tenant compte de l'insignifiance du village, la qualité de l'architecture et du mobilier paraissent exceptionnelles. On note des similitudes frappantes avec les églises voisines d'Attainville et de  Mareil-en-France. Au début du XXIe siècle, l'église a bénéficié d'une restauration complète[28],[29].

L'église Notre-Dame de l'Assomption
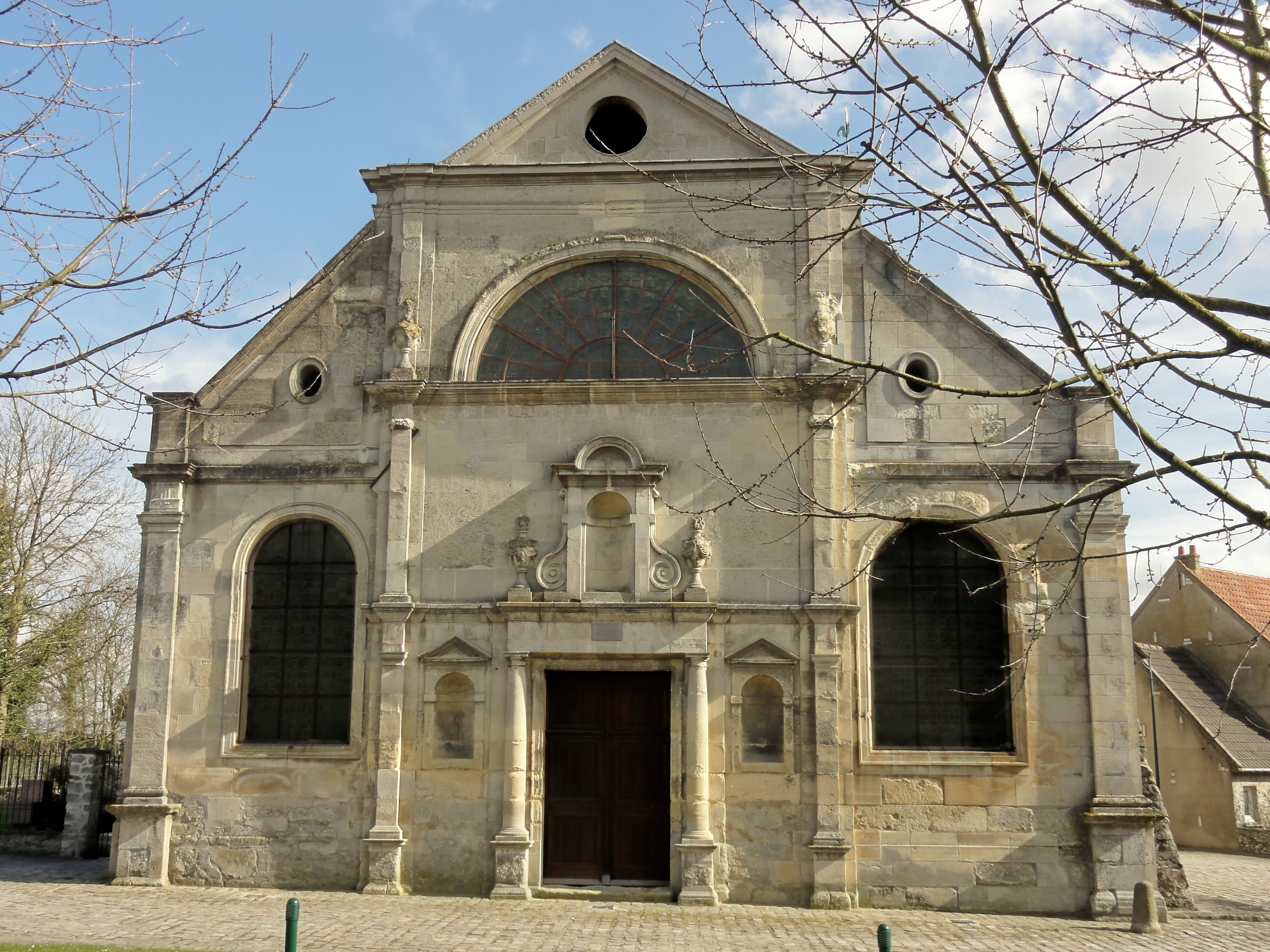
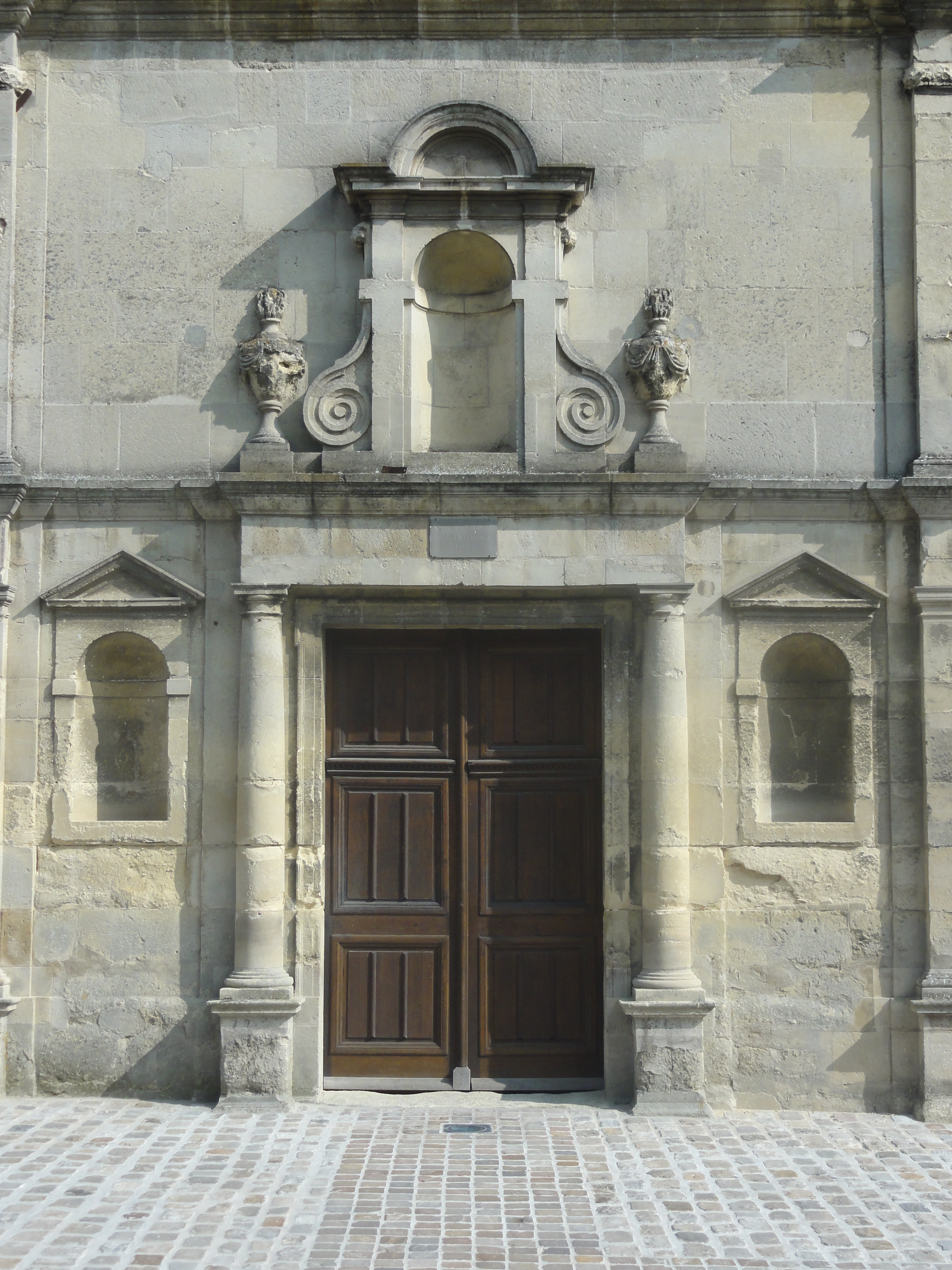
Portail occidental
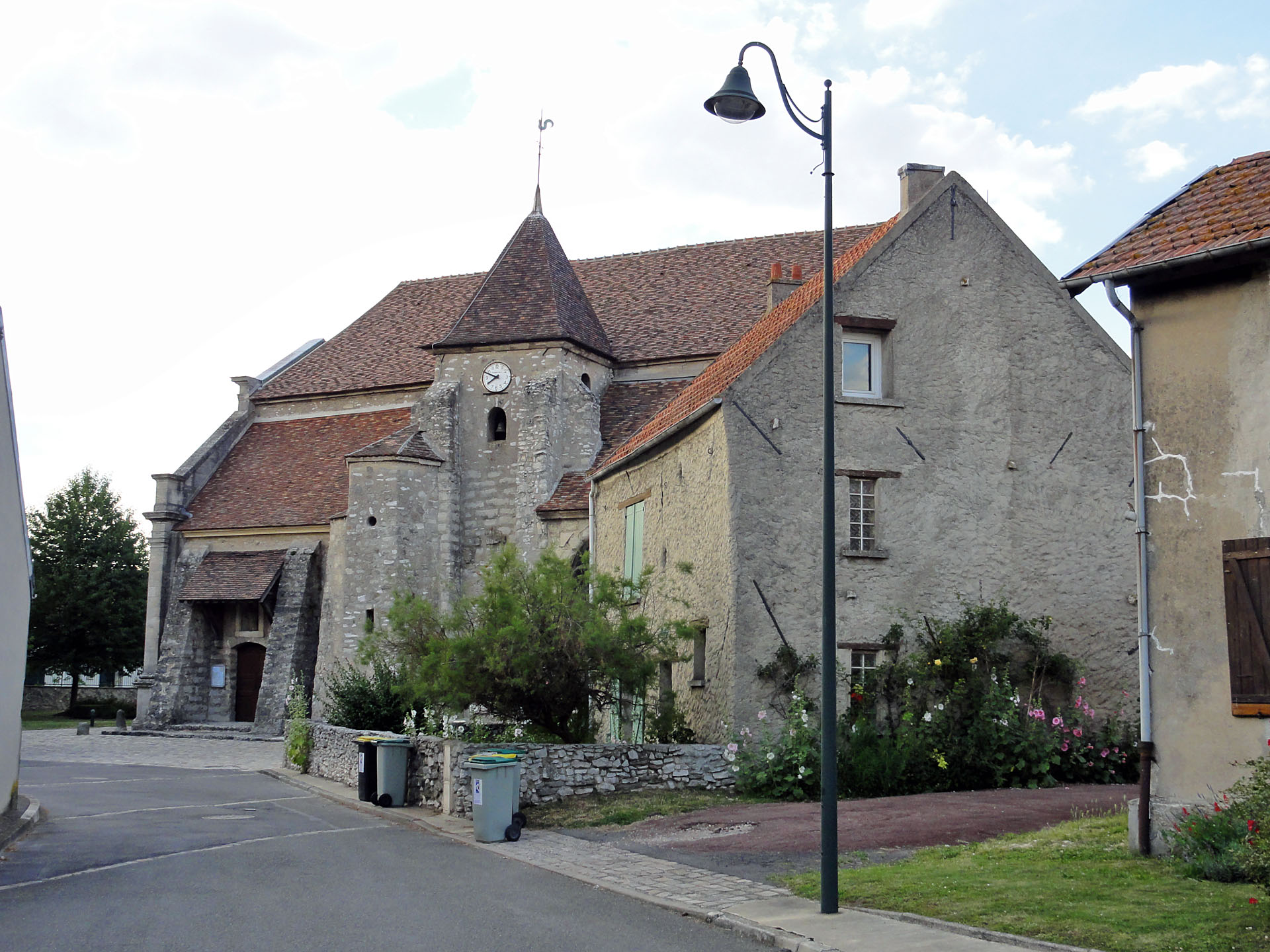
L'église Notre-Dame-de-l'Assomption, côté sud.
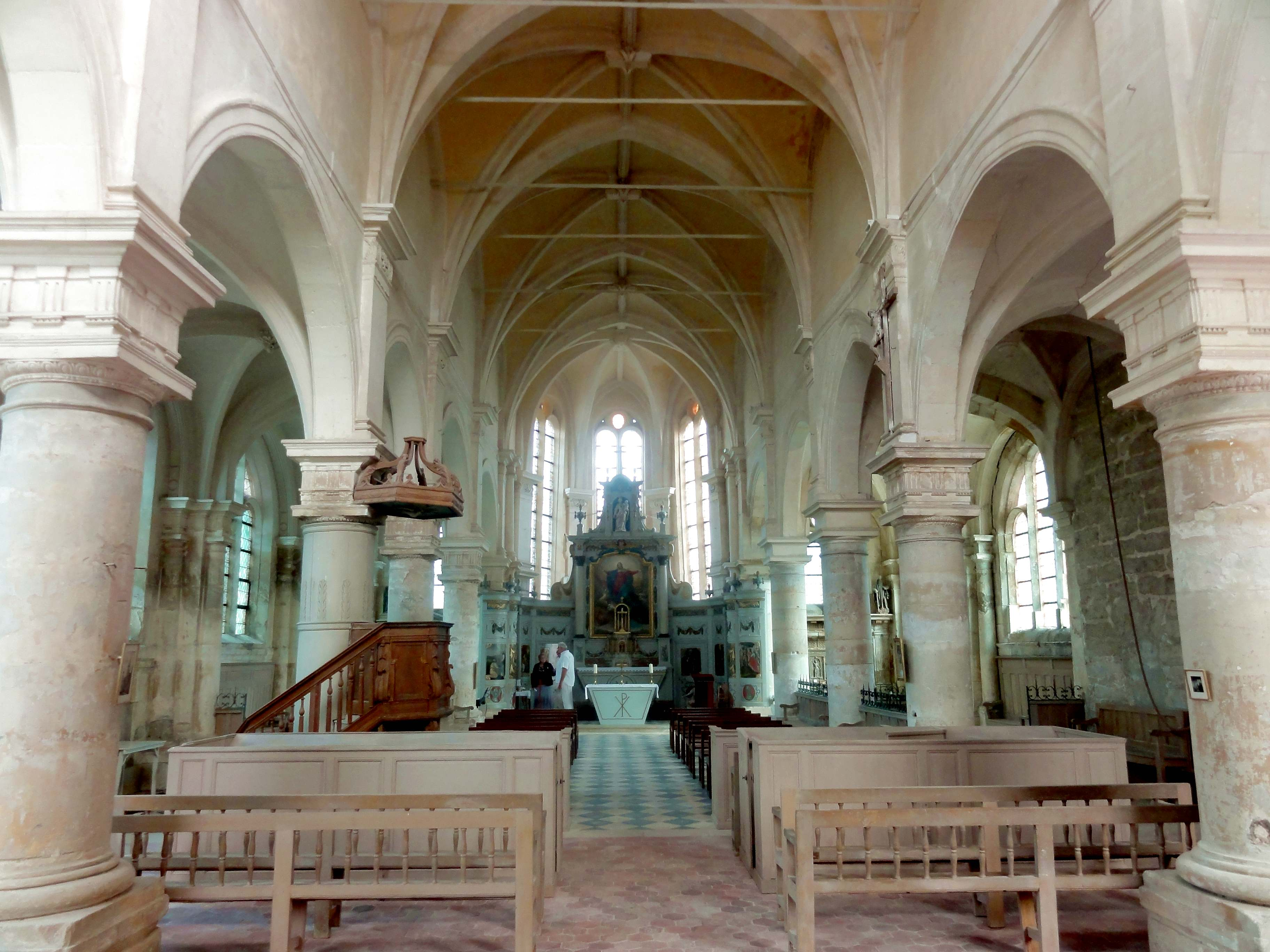
La nef
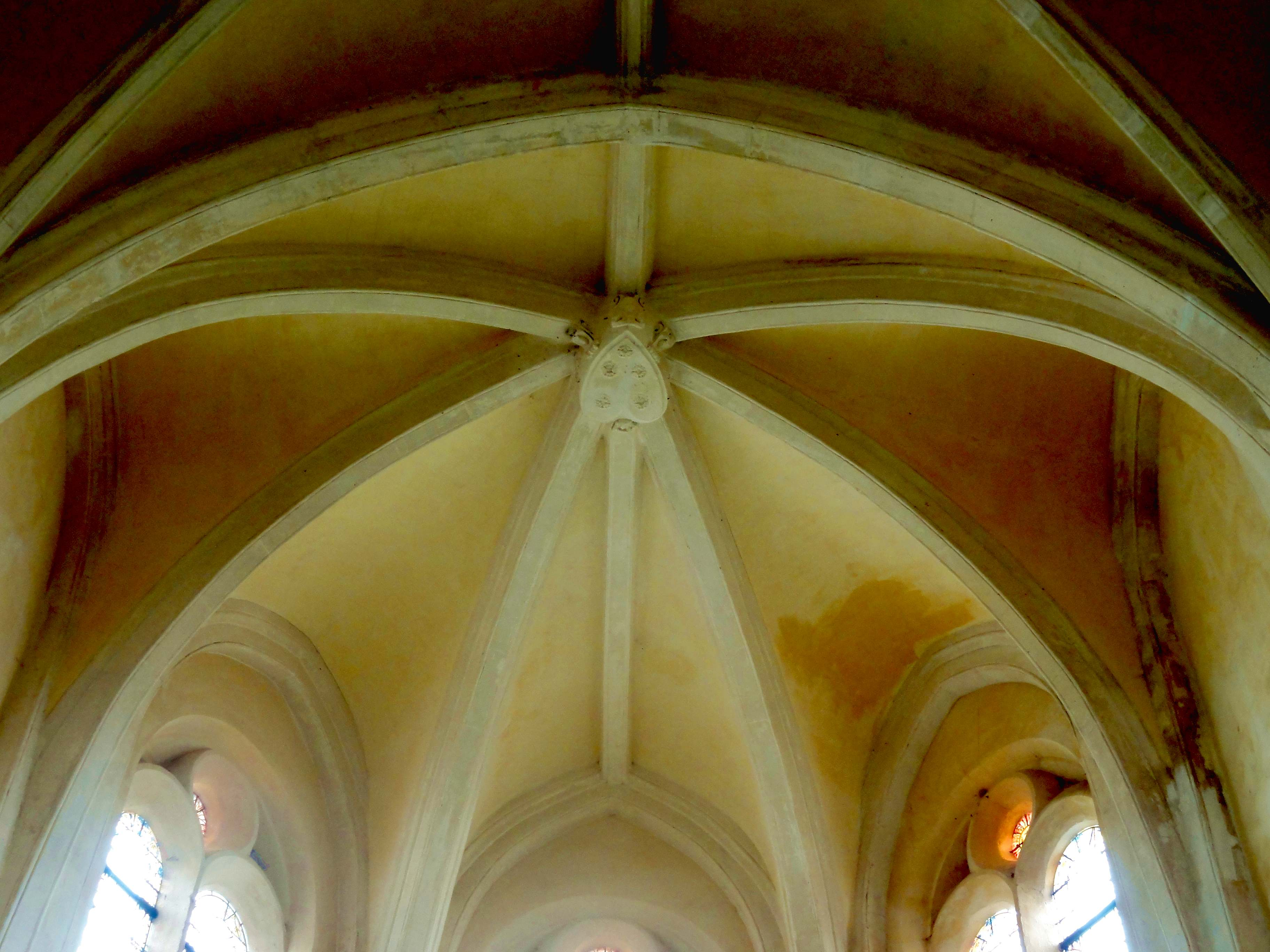
Voûte de l'abside
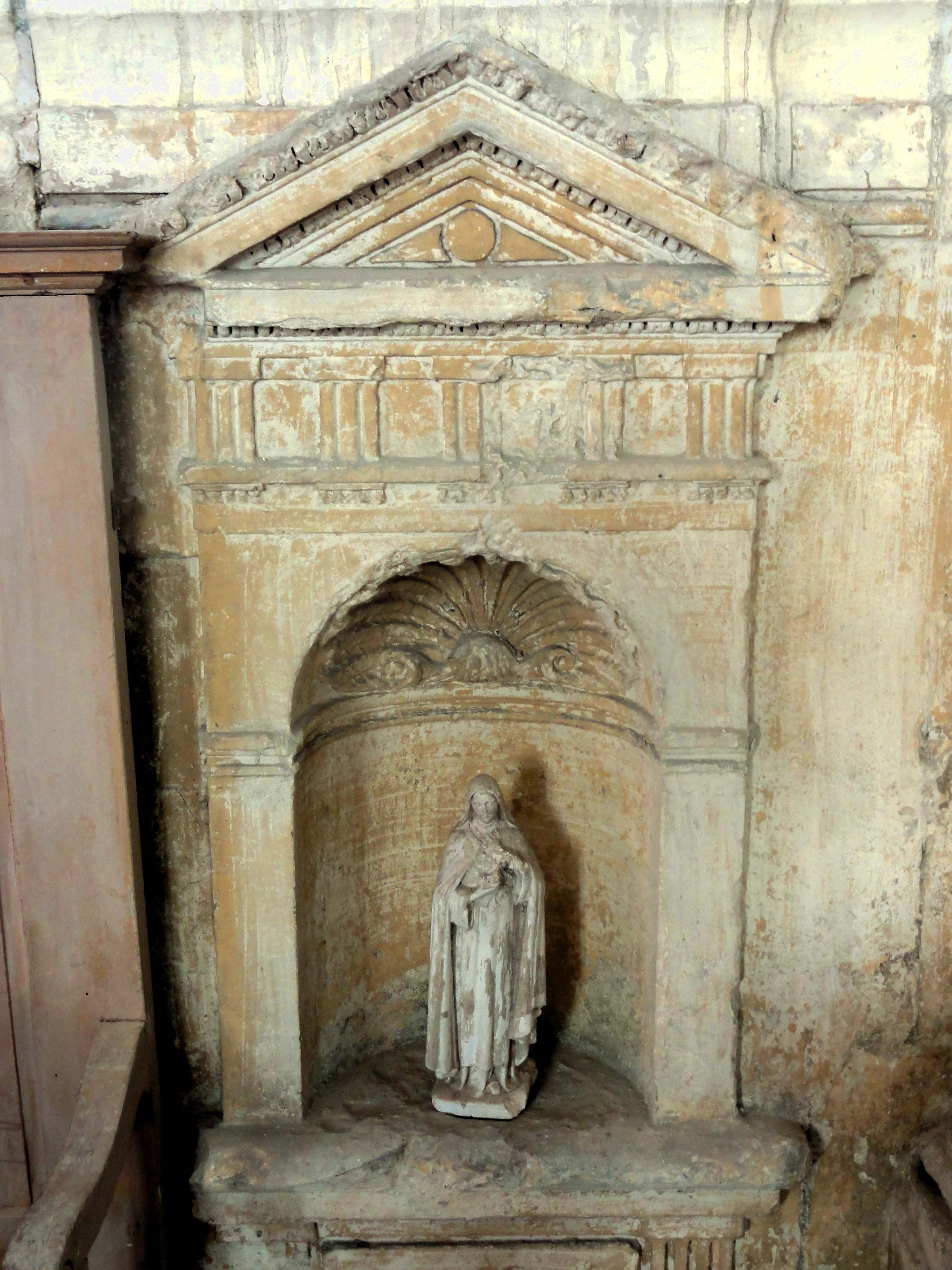
Piscine liturgique, dans le bas-côté nord

On peut également signaler : 
- Lavoir communal.
- Un important poste de transformation d'EDF-RTE est situé sur la commune (400 kV, 225 kV).

Le village est traversé par un sentier de randonnée PR.

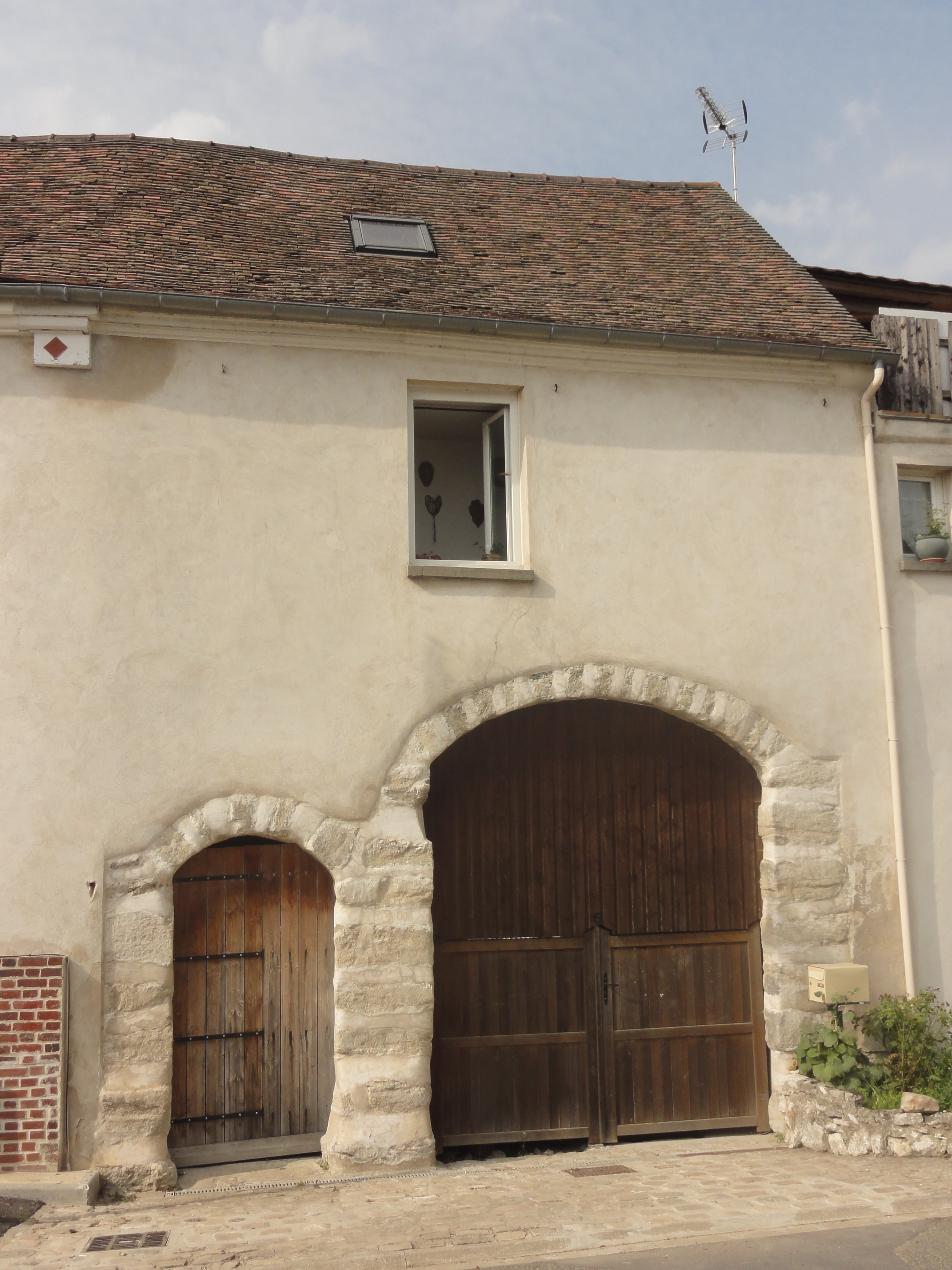
Ancien portail de ferme.
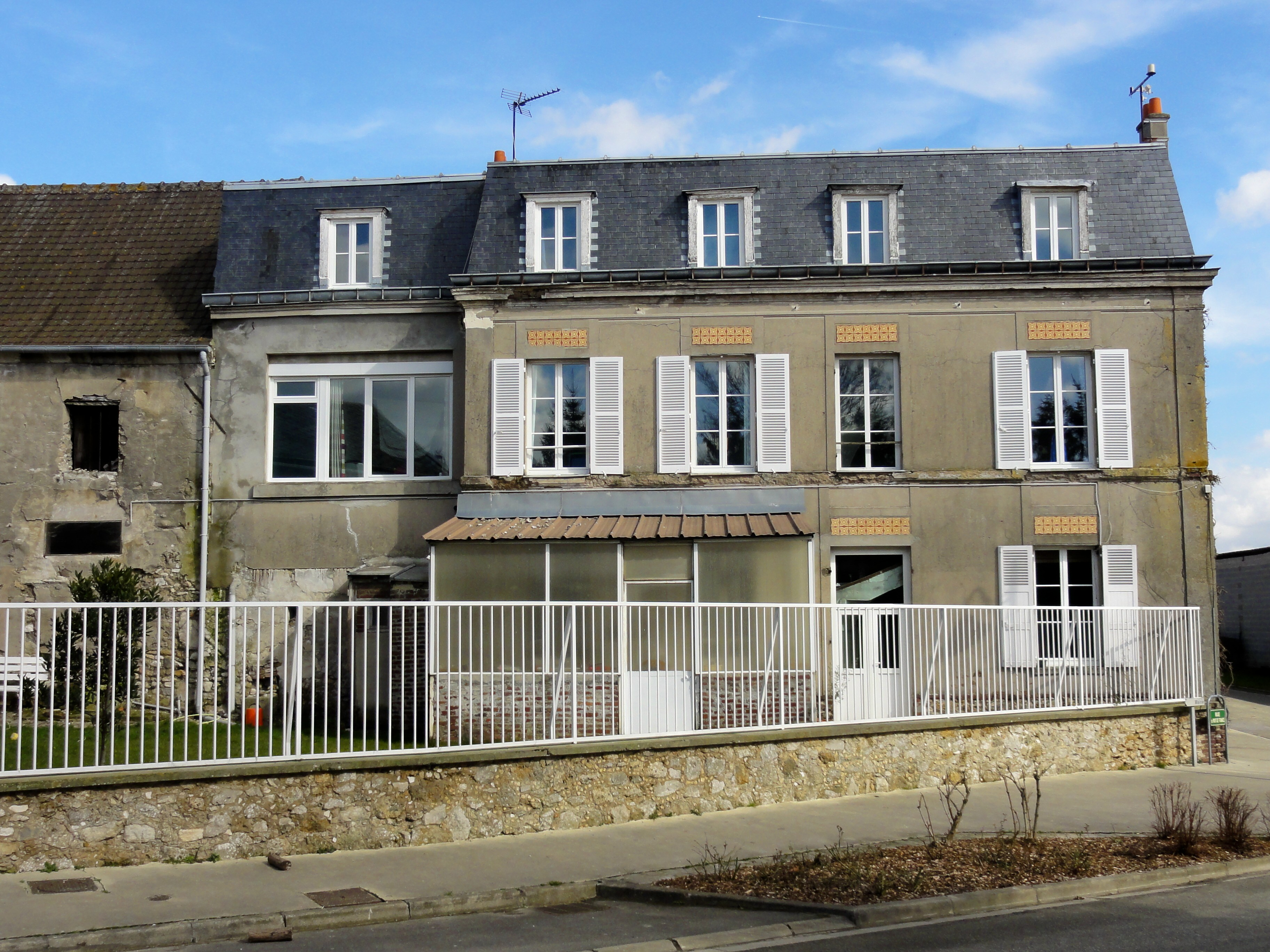
Logis de ferme, rue des Dames de Maubuisson
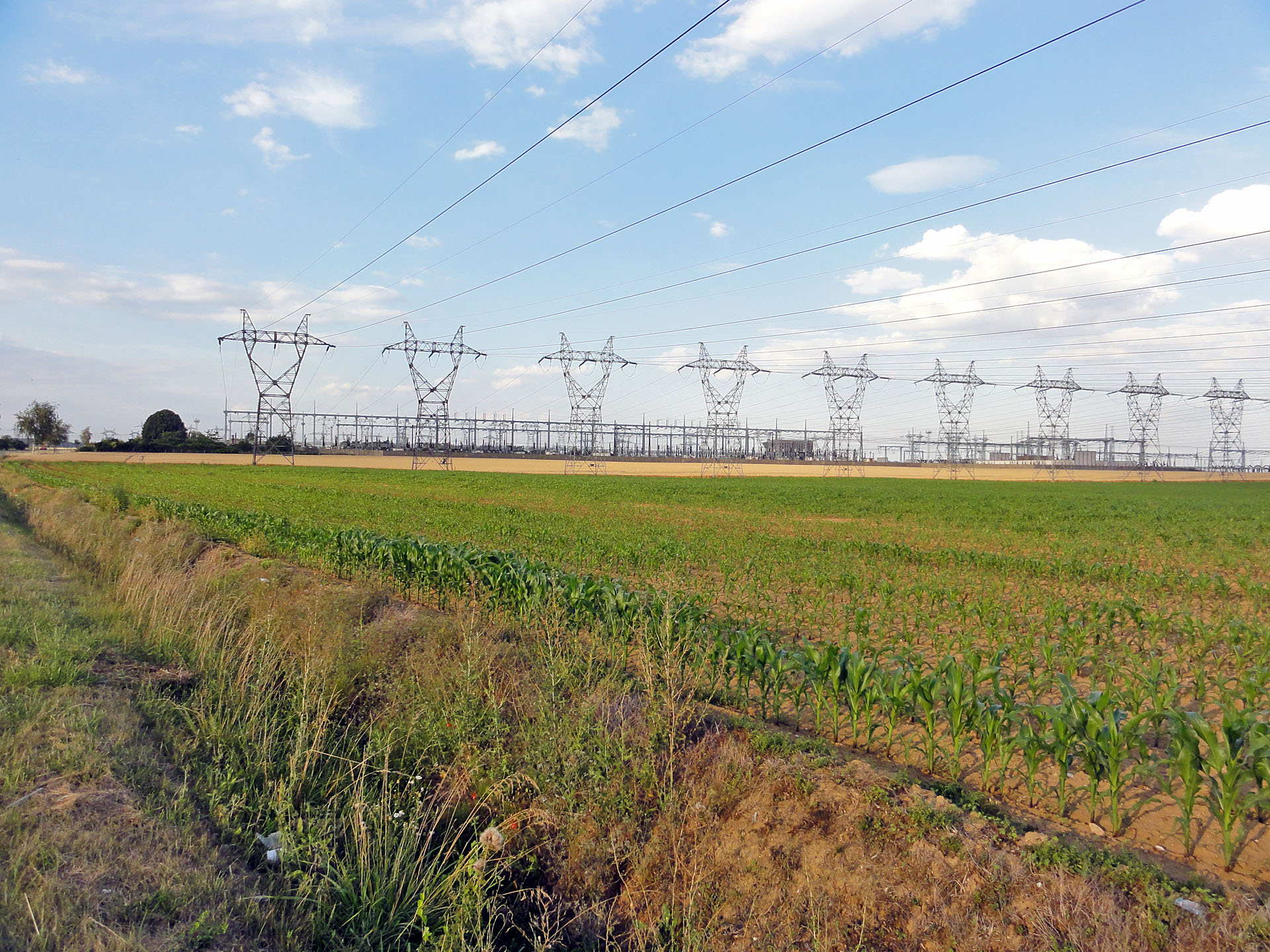
Vue d'ensemble vers le nord du poste RTE-EDF de Bouqueval - Le Plessis-Gassot.